# Antiquariaat Lorelei
Antiquariaat Lorelei was een Amsterdams antiquariaat waar uitsluitend boeken van en over vrouwen verkocht werden. Het antiquariaat bestond van 1981 tot 2017 onder leiding van Nicoline Meiners.

## Geschiedenis
Antiquariaat Lorelei werd in 1981 opgericht door voormalig archivaris Nicoline Meiners (27-8-1947 – 25-2-2017) . Meiners was een verwoed verzamelaar van boeken van en over vrouwen. Tijdens een boekenbal in 1981 van het opinieblad Serpentine (1979 – 1983)  verkocht Meiners dubbele exemplaren uit haar privéverzameling boeken, zij besloot een winkel te beginnen. Tot 1985 verkocht zij boeken vanuit haar eigen huis waarna zij een boekenwinkel aan de Prinsengracht opende, schuin tegenover de  feministische boekhandel Xantippe. De naam van de winkel verwijst naar de waternimf Lorelei. Na 1999 ging de verkoop door vanuit Meiners huis.

## Het antiquariaat
Meiners verkocht en verzamelde uitsluitend boeken die door of over vrouwen geschreven waren. Hiertoe hoorde niet alleen feministische, maar ook anti-feministische literatuur. Dit deed Meiners om te laten zien hoe er over vrouwen werd gedacht en geschreven op een gegeven moment in de geschiedenis. Haar doel was ook het werk van vrouwen zichtbaar te maken en te houden. In 1991 bevatte antiquariaat Lorelei zo'n 10.000 boeken, naast vele tijdschriften, brochures en andere verzamelobjecten. De categorieën varieerden van feministische theorieën, de geschiedenis van de eerste en de tweede feministische golf, lesbische studies, moederschap, seksualiteit, (auto-)biografieën, romans en pamfletten.
Meiners stelde in de loop der jaren een bibliografisch apparaat samen van ruim vijftienduizend kaartjes waarmee zij haar klanten van informatie voorzag.
Het antiquariaat was daarnaast ook een ontmoetingsplaats, waar regelmatig Antiquarische Salons werden gehouden over literatuur of onderwerpen als ‘Feminisme en vrede in de Haagsche dierentuin’, ‘Dames en detectives’ of het ‘Nut en nadeel van heldinnengeschiedenis’.